# Eleições autárquicas portuguesas de 1979 no distrito de Bragança
| Eleições autárquicas portuguesas de 1979 Distritos: Aveiro \| Beja \| Braga \| Bragança \| Castelo Branco \| Coimbra \| Évora \| Faro \| Guarda \| Leiria \| Lisboa \| Portalegre \| Porto \| Santarém \| Setúbal \| Viana do Castelo \| Vila Real \| Viseu \| Açores \| Madeira |

## Resultados por concelho
Os resultados nos concelhos do distrito de Bragança foram os seguintes:

### Alfândega da Fé
| Partido                 | Partido                  | Votos | %               | +/-  | Vereadores | +/-     |
| ----------------------- | ------------------------ | ----- | --------------- | ---- | ---------- | ------- |
|                         | Partido Social Democrata | 1 810 | 50,32 / 100,00  | -    | 3 / 5      | -       |
|                         | Partido Socialista       | 1 057 | 29,39 / 100,00  | 6,56 | 1 / 5      | Estável |
|                         | Aliança Povo Unido       | 529   | 14,71 / 100,00  | 6,93 | 1 / 5      | 1       |
| Votos Inválidos         | Votos Inválidos          | 201   | 5,59 / 100,00   | 1,81 |            |         |
| Total                   | Total                    | 3 597 | 100,00 / 100,00 |      | 5 / 5      |         |
| Eleitorado/Participação | Eleitorado/Participação  | 5 564 | 64,65 / 100,00  | 5,32 |            |         |

### Bragança
| Partido                 | Partido                   | Votos  | %               | +/-   | Vereadores | +/-     |
| ----------------------- | ------------------------- | ------ | --------------- | ----- | ---------- | ------- |
|                         | Partido Social Democrata  | 8 660  | 59,80 / 100,00  | 16,39 | 5 / 7      | 2       |
|                         | Partido Socialista        | 2 294  | 15,84 / 100,00  | 6,39  | 1 / 7      | 1       |
|                         | Centro Democrático Social | 2 131  | 14,71 / 100,00  | 9,08  | 1 / 7      | 1       |
|                         | Aliança Povo Unido        | 755    | 5,21 / 100,00   | 0,60  | 0 / 7      | Estável |
|                         | União Democrática Popular | 142    | 0,98 / 100,00   | -     | 0 / 7      | -       |
| Votos Inválidos         | Votos Inválidos           | 500    | 3,45 / 100,00   | 1,31  |            |         |
| Total                   | Total                     | 14 482 | 100,00 / 100,00 |       | 7 / 7      |         |
| Eleitorado/Participação | Eleitorado/Participação   | 24 128 | 60,02 / 100,00  | 2,60  |            |         |

### Carrazeda de Ansiães
| Partido                 | Partido                   | Votos | %               | +/-   | Vereadores | +/-     |
| ----------------------- | ------------------------- | ----- | --------------- | ----- | ---------- | ------- |
|                         | Centro Democrático Social | 3 815 | 69,23 / 100,00  | 36,33 | 4 / 5      | 2       |
|                         | Partido Socialista        | 1 278 | 23,19 / 100,00  | 5,62  | 1 / 5      | Estável |
|                         | Aliança Povo Unido        | 217   | 3,94 / 100,00   | 1,57  | 0 / 5      | Estável |
| Votos Inválidos         | Votos Inválidos           | 201   | 3,64 / 100,00   | 2,20  |            |         |
| Total                   | Total                     | 5 511 | 100,00 / 100,00 |       | 5 / 5      |         |
| Eleitorado/Participação | Eleitorado/Participação   | 7 714 | 71,44 / 100,00  | 16,74 |            |         |

### Freixo de Espada à Cinta
| Partido                 | Partido                   | Votos | %               | +/-   | Vereadores | +/-     |
| ----------------------- | ------------------------- | ----- | --------------- | ----- | ---------- | ------- |
|                         | Partido Social Democrata  | 1 241 | 44,59 / 100,00  | 3,00  | 3 / 5      | Estável |
|                         | Partido Socialista        | 614   | 22,06 / 100,00  | 11,64 | 1 / 5      | 1       |
|                         | Centro Democrático Social | 560   | 20,12 / 100,00  | -     | 1 / 5      | -       |
|                         | Aliança Povo Unido        | 218   | 7,83 / 100,00   | 2,64  | 0 / 5      | Estável |
| Votos Inválidos         | Votos Inválidos           | 150   | 5,39 / 100,00   | 2,86  |            |         |
| Total                   | Total                     | 2 783 | 100,00 / 100,00 |       | 5 / 5      |         |
| Eleitorado/Participação | Eleitorado/Participação   | 4 194 | 66,36 / 100,00  | 12,81 |            |         |

### Macedo de Cavaleiros
| Partido                 | Partido                   | Votos  | %               | +/-  | Vereadores | +/-     |
| ----------------------- | ------------------------- | ------ | --------------- | ---- | ---------- | ------- |
|                         | Partido Social Democrata  | 4 885  | 51,71 / 100,00  | 0,48 | 4 / 7      | Estável |
|                         | Centro Democrático Social | 2 429  | 25,71 / 100,00  | 2,03 | 2 / 7      | Estável |
|                         | Partido Socialista        | 1 057  | 12,45 / 100,00  | 2,44 | 1 / 7      | Estável |
|                         | Aliança Povo Unido        | 507    | 5,37 / 100,00   | 1,62 | 0 / 7      | Estável |
|                         | União Democrática Popular | 146    | 1,55 / 100,00   | -    | 0 / 7      | -       |
| Votos Inválidos         | Votos Inválidos           | 304    | 3,22 / 100,00   | 2,27 |            |         |
| Total                   | Total                     | 9 447  | 100,00 / 100,00 |      | 7 / 7      |         |
| Eleitorado/Participação | Eleitorado/Participação   | 14 011 | 67,43 / 100,00  | 6,62 |            |         |

### Miranda do Douro
| Partido                 | Partido                   | Votos | %               | +/-   | Vereadores | +/-     |
| ----------------------- | ------------------------- | ----- | --------------- | ----- | ---------- | ------- |
|                         | Partido Socialista        | 1 552 | 33,81 / 100,00  | 0,57  | 2 / 5      | Estável |
|                         | Partido Social Democrata  | 1 486 | 32,37 / 100,00  | 13,69 | 2 / 5      | 1       |
|                         | Centro Democrático Social | 1 234 | 26,88 / 100,00  | 8,86  | 1 / 5      | 1       |
|                         | Aliança Povo Unido        | 117   | 2,55 / 100,00   | 1,48  | 0 / 5      | Estável |
| Votos Inválidos         | Votos Inválidos           | 202   | 4,40 / 100,00   | 3,91  |            |         |
| Total                   | Total                     | 4 591 | 100,00 / 100,00 |       | 5 / 5      |         |
| Eleitorado/Participação | Eleitorado/Participação   | 7 118 | 64,50 / 100,00  | 17,65 |            |         |

### Mirandela
| Partido                 | Partido                   | Votos  | %               | +/-   | Vereadores | +/-     |
| ----------------------- | ------------------------- | ------ | --------------- | ----- | ---------- | ------- |
|                         | Partido Social Democrata  | 6 468  | 48,34 / 100,00  | 18,38 | 4 / 7      | 2       |
|                         | Centro Democrático Social | 2 846  | 21,27 / 100,00  | 10,40 | 2 / 7      | 1       |
|                         | Partido Socialista        | 2 168  | 16,20 / 100,00  | 9,87  | 1 / 7      | 1       |
|                         | Aliança Povo Unido        | 1 396  | 10,43 / 100,00  | 2,87  | 0 / 7      | Estável |
|                         | PCTP/MRPP                 | 83     | 0,62 / 100,00   | -     | 0 / 7      | -       |
| Votos Inválidos         | Votos Inválidos           | 420    | 3,14 / 100,00   | 1,61  |            |         |
| Total                   | Total                     | 13 381 | 100,00 / 100,00 |       | 7 / 7      |         |
| Eleitorado/Participação | Eleitorado/Participação   | 18 908 | 70,77 / 100,00  | 12,06 |            |         |

### Mogadouro
| Partido                 | Partido                   | Votos  | %               | +/-  | Vereadores | +/-     |
| ----------------------- | ------------------------- | ------ | --------------- | ---- | ---------- | ------- |
|                         | Partido Social Democrata  | 4 128  | 60,19 / 100,00  | 2,94 | 5 / 7      | 2       |
|                         | Centro Democrático Social | 1 153  | 16,81 / 100,00  | 0,75 | 1 / 7      | Estável |
|                         | Partido Socialista        | 859    | 12,53 / 100,00  | 4,43 | 1 / 7      | Estável |
|                         | Aliança Povo Unido        | 275    | 4,01 / 100,00   | 0,28 | 0 / 7      | Estável |
| Votos Inválidos         | Votos Inválidos           | 443    | 6,46 / 100,00   | 2,53 |            |         |
| Total                   | Total                     | 6 858  | 100,00 / 100,00 |      | 7 / 7      | 2       |
| Eleitorado/Participação | Eleitorado/Participação   | 12 972 | 52,87 / 100,00  | 3,75 |            |         |

### Torre de Moncorvo
| Partido                 | Partido                   | Votos  | %               | +/-   | Vereadores | +/-     |
| ----------------------- | ------------------------- | ------ | --------------- | ----- | ---------- | ------- |
|                         | Partido Social Democrata  | 2 221  | 35,28 / 100,00  | 4,84  | 3 / 7      | 1       |
|                         | Partido Socialista        | 2 176  | 34,56 / 100,00  | 2,62  | 3 / 7      | 1       |
|                         | Centro Democrático Social | 1 289  | 20,47 / 100,00  | 6,35  | 1 / 7      | Estável |
|                         | Aliança Povo Unido        | 264    | 4,19 / 100,00   | 0,44  | 0 / 7      | Estável |
| Votos Inválidos         | Votos Inválidos           | 346    | 5,49 / 100,00   | 1,56  |            |         |
| Total                   | Total                     | 6 296  | 100,00 / 100,00 |       | 7 / 7      | 2       |
| Eleitorado/Participação | Eleitorado/Participação   | 10 005 | 62,93 / 100,00  | 12,50 |            |         |

### Vila Flor
| Partido                 | Partido                   | Votos | %               | +/-   | Vereadores | +/-     |
| ----------------------- | ------------------------- | ----- | --------------- | ----- | ---------- | ------- |
|                         | Partido Social Democrata  | 2 899 | 60,83 / 100,00  | 20,88 | 4 / 5      | 2       |
|                         | Centro Democrático Social | 854   | 17,92 / 100,00  | 1,71  | 1 / 5      | Estável |
|                         | Aliança Povo Unido        | 616   | 12,92 / 100,00  | 7,16  | 0 / 5      | 1       |
|                         | União Democrática Popular | 113   | 2,37 / 100,00   | -     | 0 / 5      | -       |
|                         | PCTP/MRPP                 | 102   | 2,14 / 100,00   | -     | 0 / 5      | -       |
| Votos Inválidos         | Votos Inválidos           | 182   | 3,82 / 100,00   | 1,96  |            |         |
| Total                   | Total                     | 4 766 | 100,00 / 100,00 |       | 5 / 5      |         |
| Eleitorado/Participação | Eleitorado/Participação   | 6 327 | 75,33 / 100,00  | 13,91 |            |         |

### Vimioso
| Partido                 | Partido                   | Votos | %               | +/-   | Vereadores | +/-     |
| ----------------------- | ------------------------- | ----- | --------------- | ----- | ---------- | ------- |
|                         | Partido Social Democrata  | 2 472 | 65,74 / 100,00  | 17,82 | 4 / 5      | 1       |
|                         | Centro Democrático Social | 664   | 17,66 / 100,00  | -     | 1 / 5      | -       |
|                         | Aliança Povo Unido        | 351   | 9,34 / 100,00   | 5,36  | 0 / 5      | Estável |
| Votos Inválidos         | Votos Inválidos           | 273   | 7,26 / 100,00   | 2,39  |            |         |
| Total                   | Total                     | 3 760 | 100,00 / 100,00 |       | 5 / 5      |         |
| Eleitorado/Participação | Eleitorado/Participação   | 5 593 | 67,23 / 100,00  | 13,43 |            |         |

### Vinhais
| Partido                 | Partido                   | Votos  | %               | +/-   | Vereadores | +/-     |
| ----------------------- | ------------------------- | ------ | --------------- | ----- | ---------- | ------- |
|                         | Centro Democrático Social | 2 509  | 33,64 / 100,00  | 6,63  | 3 / 7      | Estável |
|                         | Partido Social Democrata  | 2 162  | 28,99 / 100,00  | 8,53  | 2 / 7      | Estável |
|                         | Partido Socialista        | 2 060  | 27,62 / 100,00  | 0,85  | 2 / 7      | Estável |
|                         | Aliança Povo Unido        | 350    | 4,69 / 100,00   | 0,64  | 0 / 7      | Estável |
| Votos Inválidos         | Votos Inválidos           | 378    | 5,07 / 100,00   | 2,10  |            |         |
| Total                   | Total                     | 7 459  | 100,00 / 100,00 |       | 7 / 7      |         |
| Eleitorado/Participação | Eleitorado/Participação   | 11 212 | 66,53 / 100,00  | 15,53 |            |         |